# Cameron Meyer
Cameron „Cam“ Meyer (* 11. Januar 1988 in Viveash) ist ein ehemaliger australischer Radrennfahrer. Er wurde neunfacher Weltmeister auf der Bahn.

## Sportliche Laufbahn
Cameron Meyer wurde 2006 Junioren-Weltmeister auf der Bahn in der Einerverfolgung, der Mannschaftsverfolgung und im Madison mit seinem Bruder Travis Meyer. Bei der australischen Straßenmeisterschaft der U23-Klasse belegte er 2007 den zweiten Platz. Kurze Zeit darauf gewann er beim Bahnrad-Weltcup in Los Angeles das Punktefahren.
2009 und 2010 wurde Cameron Meyer Weltmeister im Punktefahren und mit Leigh Howard im Madison sowie in der Mannschaftsverfolgung, gemeinsam mit Jack Bobridge, Rohan Dennis und Michael Hepburn. Er war mit drei Goldmedaillen der erfolgreichste Sportler bei diesen Weltmeisterschaften. Ebenfalls 2010 gewann Meyer bei den Commonwealth Games die Goldmedaille im Punktefahren und im Scratch. Bei den UCI-Bahn-Weltmeisterschaften 2011 in Apeldoorn wurde Meyer erneut Weltmeister im Zweier-Mannschaftsfahren gemeinsam mit Howard sowie Vize-Weltmeister im Punktefahren. 2010 und 2011 siegte er im Etappenrennen Tour of Perth. 2012 errang er gemeinsam bei den Straßenweltmeisterschaften mit seinem Team Orica GreenEdge die Bronzemedaille im Mannschaftszeitfahren.
Im Juni 2016 verließ Meyer sein damaliges Team Dimension Data. Aus persönlichen Gründen habe er nicht wie notwendig trainieren und seine Leistung bringen können und wolle keine „Bürde“ für die Mannschaft sein. Nach viermonatiger Pause kehrte er im Oktober als Radsportler zurück, in dem er am Londoner Sechstagerennen teilnahm. Wenig später errang er beim ersten Lauf des Bahnrad-Weltcups in Glasgow die Goldmedaille im Punktefahren. Im April 2017 wurde er in Hongkong gemeinsam mit Sam Welsford, Alexander Porter, Nicholas Yallouris, Kelland O’Brien und Rohan Wight ein zweites Mal nach 2010 Weltmeister in der Mannschaftsverfolgung. In der Einerverfolgung errang er den vierten WM-Titel.
Meyer gab im August 2017 bekannt, dass er ein Dreijahresvertrag von 2018 bis 2020 beim UCI WorldTeam Orica-Scott unterschrieben hatte. Die Teamleitung erklärte, Meyers Siegesambitionen im Madisonrennen der Olympischen Spiele 2020 zu unterstützen. Bei den UCI-Bahn-Weltmeisterschaften 2018 in Apeldoorn wurde er Weltmeister im Punktefahren und errang mit Callum Scotson die Bronzemedaille im Zweier-Mannschaftsfahren. 2018 gewann er das Einzelzeitfahren der Männer bei den Commonwealth Games. 2020 und 2021 wurde er australischer Straßenmeister.
Am Ende der Saison 2022 erklärte Meyer seinen Rücktritt vom aktiven Radsport.

## Auszeichnungen
Im Dezember 2010 wurde Cameron Meyer in Australien zum Radsportler des Jahres gekürt.

## Erfolge

### Bahn

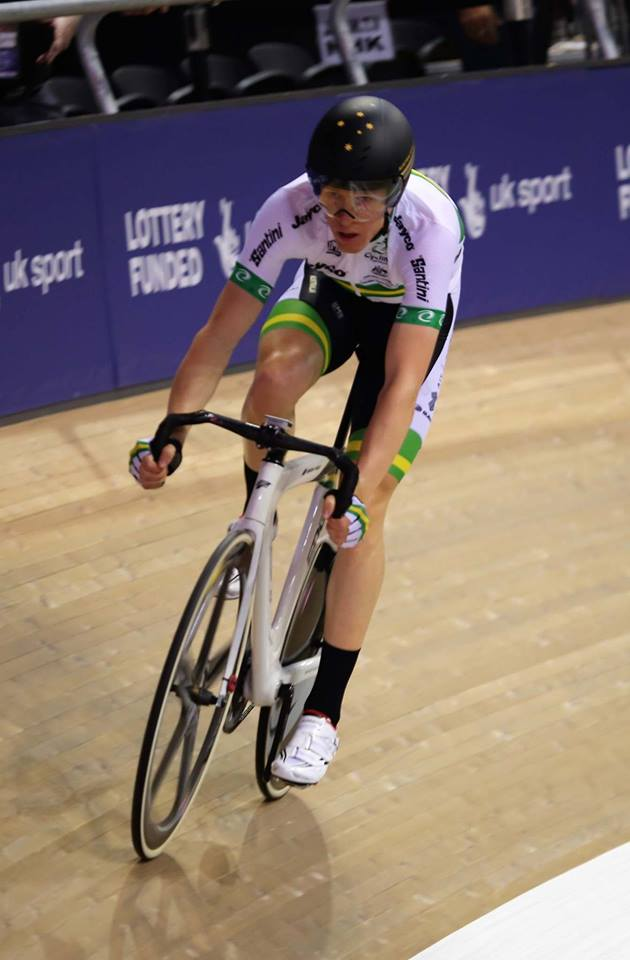
Meyer beim Bahnrad-Weltcup 2016 in Glasgow

| 2005 - Australischer Meister – Madison (Junioren) 2006 - Weltmeister – Einerverfolgung (Junioren) - Weltmeister – Mannschaftsverfolgung (Junioren) (mit Jack Bobridge, Leigh Howard und Travis Meyer) - Weltmeister – Madison (Junioren) (mit Travis Meyer) - Australischer Meister – Einerverfolgung (Junioren) - Australischer Meister – Mannschaftsverfolgung (Junioren) - Australischer Meister – Punktefahren (Junioren) - Australischer Meister – Madison (Junioren) (mit Travis Meyer) 2007 - Ozeanienmeister – Mannschaftsverfolgung (mit Mark Jamieson, Travis Meyer und Phillip Thuaux) - Ozeanienmeister – Punktefahren 2008 - Ozeanienmeister – Punktefahren 2009 - Weltmeister – Punktefahren - Australischer Meister – Madison (mit Glenn O’Shea) 2010 - Weltmeister – Madison (mit Leigh Howard) - Weltmeister – Punktefahren - Weltmeister – Mannschaftsverfolgung (mit Jack Bobridge, Michael Hepburn und Rohan Dennis) - Commonwealth Games – Mannschaftsverfolgung (mit Jack Bobridge, Michael Hepburn und Dale Parker) - Commonwealth Games – Punktefahren - Commonwealth Games – Scratch - Ozeanienmeister – Mannschaftsverfolgung (mit Jack Bobridge, Michael Hepburn und Leigh Howard) - Ozeanienmeister – Madison (mit Leigh Howard) - Weltcup Melbourne – Mannschaftsverfolgung (mit Jack Bobridge, Michael Hepburn und Leigh Howard) - Weltcup Melbourne – Madison (mit Leigh Howard) | 2011 - Australischer Meister – Madison (mit Jack Bobridge) - Weltmeister – Madison (mit Leigh Howard) 2012 - Weltmeister – Punktefahren - Australischer Meister – Madison (mit Leigh Howard) - Berliner Sechstagerennen (mit Leigh Howard) 2016 - Bahnrad-Weltcup in Glasgow – Punktefahren - Australischer Meister – Zweier-Mannschaftsfahren (mit Sam Welsford) 2017 - Weltmeister – Punktefahren, Mannschaftsverfolgung (mit Sam Welsford, Alexander Porter, Nicholas Yallouris, Kelland O’Brien und Rohan Wight) - Weltmeisterschaft – Zweier-Mannschaftsfahren (mit Callum Scotson) - Weltcup in Pruszków – Zweier-Mannschaftsfahren (mit Callum Scotson) - Australischer Meister – Mannschaftsverfolgung (mit Sam Welsford, Stephen Hall und Michael Freiberg) - London Six Days (mit Callum Scotson) 2018 - Weltmeister – Punktefahren - Weltmeisterschaft – Zweier-Mannschaftsfahren (mit Callum Scotson) 2019 - Bahnrad-Weltcup in Hongkong – Omnium - Weltcup in Brisbane – Zweier-Mannschaftsfahren (mit Sam Welsford) |

### Straße

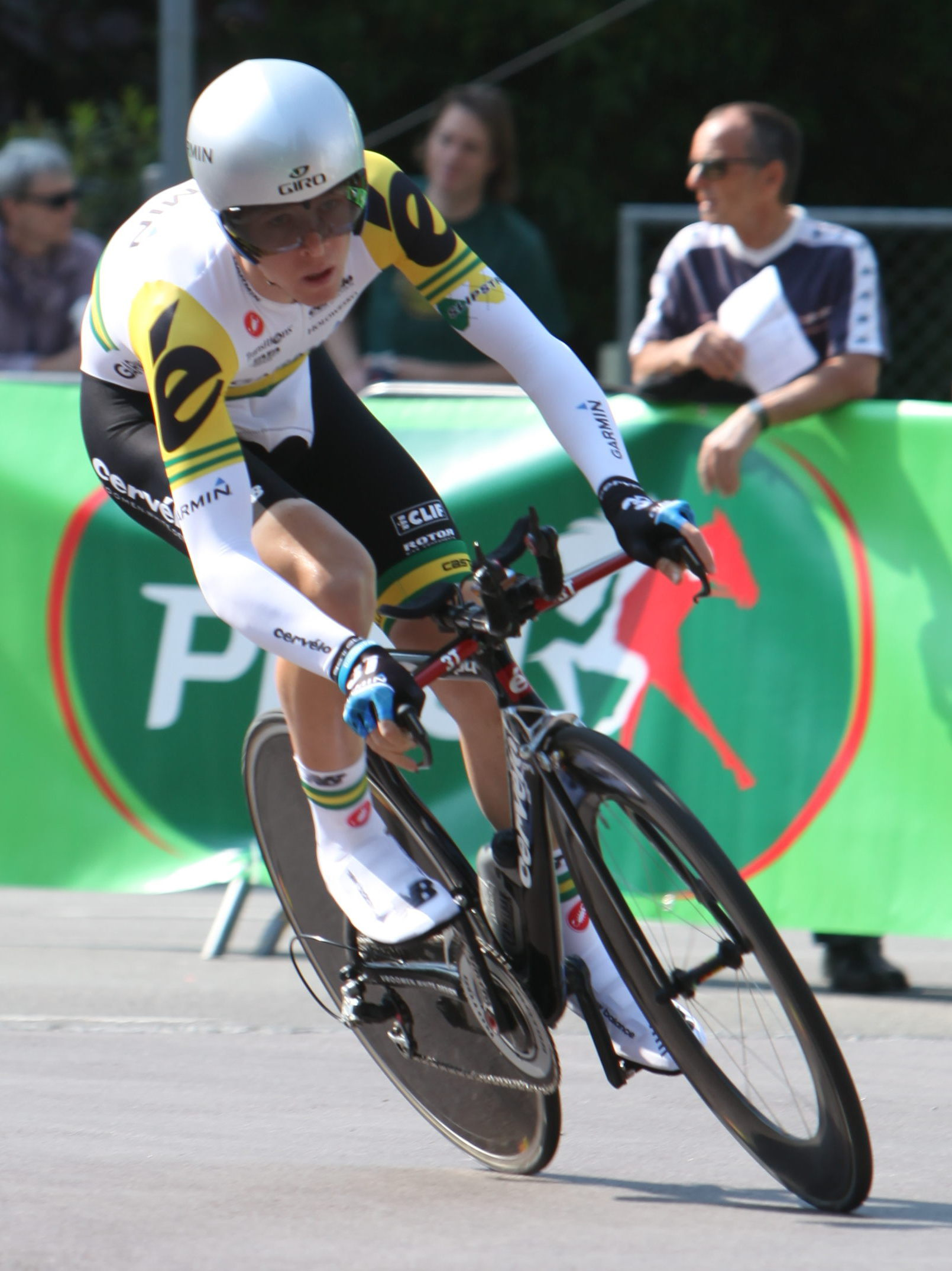
Meyer bei der Tour de Romandie 2011

2008
- Gesamtwertung Tour of Japan

2010
- Australischer Meister – Einzelzeitfahren
- Gesamtwertung Tour of Perth

2011
- Australischer Meister – Einzelzeitfahren
- Gesamtwertung, Nachwuchswertung und eine Etappe Tour Down Under
- Gesamtwertung Tour of Perth

2012
- Mannschaftszeitfahren Tirreno–Adriatico
- Weltmeisterschaft – Mannschaftszeitfahren

2013
- Australischer Meister – Kriterium
- Ozeanienmeister – Straßenrennen
- eine Etappe Tour de Suisse (EZF)
- Mannschaftszeitfahren Tour de France

2014
- Mannschaftszeitfahren Giro d’Italia
- eine Etappe Tour de Suisse

2015
- Gesamtwertung und eine Etappe Herald Sun Tour

2017
- Dwars door de Vlaamse Ardennen

2018
- Commonwealth Games – Einzelzeitfahren
- Gesamtwertung und drei Etappen Hammer Stavanger
- eine Etappe Tour of Britain
- Gesamtwertung und Hammer Sprint Hammer Hongkong

2019
- Mannschaftszeitfahren Settimana Internazionale
- Hammer Chase Hammer Limburg

2020
- Australischer Meister – Straßenrennen

2021
- Australischer Meister – Straßenrennen

## Grand-Tour-Platzierungen
| Grand Tour            | 2009 | 2010 | 2011 | 2012 | 2013 | 2014 | 2015 | 2016 | 2017 | 2018 | 2019 | 2020 | 2021 | 2022 |
| --------------------- | ---- | ---- | ---- | ---- | ---- | ---- | ---- | ---- | ---- | ---- | ---- | ---- | ---- | ---- |
| Giro d’ItaliaGiro     | DNF  | 137  | 137  | –    | –    | –    | –    | –    | –    | –    | –    | DNF  | 111  | –    |
| Tour de FranceTour    | –    | –    | –    | –    | 130  | –    | –    | –    | –    | –    | –    | –    | –    | –    |
| Vuelta a EspañaVuelta | –    | –    | –    | DNF  | –    | DNF  | DNF  | –    | –    | –    | –    | –    | –    | –    |